# Grub am Forst
Grub am Forst település Németországban, azon belül Bajorországban. Lakosainak száma 2763 fő (2023. december 31.).

## Népesség
A település népessége az elmúlt években az alábbi módon változott:
| Lakosok száma | 954  | 2823 | 2794 | 2938 | 2889 | 2868 | 2836 | 2816 | 2793 | 2763 |
|               | 1925 | 1970 | 1975 | 2011 | 2013 | 2014 | 2016 | 2019 | 2021 | 2023 |